# Đorđije Ćetković
Đorđije Ćetković (in serbo Ђорђије Ћетковић?; Nikšić, 3 gennaio 1983) è un ex calciatore montenegrino, centrocampista o attaccante.

## Biografia
Ha anche un fratello più piccolo, Marko, anch'egli calciatore.

## Palmarès

### Club

#### Competizioni nazionali
- Campionato thailandese: 1

Buriram United: 2013
- Thai FA Cup: 1

Buriram United: 2013
- Thai League Cup: 1

Buriram United: 2013